# Болоњска република
Болоњска република (итал. Repubblica Bolognese) била је краткотрајна италијанска држава која је постојала 1796. године. Једна је од Наполеонових марионетских држава.
Болоњска република била је вазалн француска држава. Настала је када је папска власт напустила Болоњу. Јуна 1796. године припојена је Циспаданској републици која је следеће године, заједно са Транспаданском републиком формирала Цисалпинску републику. Болоњска република је прва италијанска држава која је добила писани јакобински устав. Влада се састојала од девет конзула на челу са Presidente del Magistrato, односно главним судијом.